# Henri Lannoye
Henri Lannoye (Aardenburg, 30 oktober 1946 — Bornem, 12 april 2006) was een Nederlands beeldhouwer.

## Biografie
Na zijn studie aan de kunstacademie in Tilburg, werkte hij als leerling bij o.a. Marino Marini in Rome. In 1967 trok hij naar Brugge, om zich daarna definitief in België te vestigen. Vanaf 1969 woonde en werkte hij in Bornem.

## Werk
Lannoye's vroegere sculpturen, in steen, doen denken aan het werk van Henry Moore. Na 1970 voert hij zijn werken uit in brons en ontwikkelt een meer eigen stijl, waarin de invloeden van Moore en in mindere mate ook die van Umberto Boccioni duidelijk zichtbaar zijn.
In de jaren 90 gaf Lannoye er de voorkeur aan zijn beelden glad te polijsten en een strakke, consequente lijnvoering en stilering toe te passen. Lannoye was gefascineerd door het thema 'technologie'. Het bekendste voorbeeld hiervan creëerde hij in 1997:'Horse Power'; een zeven meter hoge ruiter te paard, dat de Wellingtonrenbaan in Oostende siert. 
Op 5 juni 1998 wordt in Bornem het beeld 'Don Pedro Coloma' onthuld.
In 2000 begint hij aan het beeld 'Falcon', een valk met een spanwijdte van bijna elf meter, dat het boegbeeld van de stad Dubai had moeten worden. Hij heeft het door zijn vroegtijdige dood niet kunnen voltooien.